# آتیپات کریشناسوامی رامانوجان
آتّیپات کریشناسوامی رامانوجان (۱۶ مارس ۱۹۲۹–۱۳ ژوئیه ۱۹۹۳)، همچنین شناخته شده با نام اِی. کِی. رامانوجان نویسنده، شاعر، زبانشناس، مترجم و پژوهشگر هندی است که در دو زبان انگلیسی و کانارا (یکی از زبانهای هند) می‌نوشت. دامنهٔ پژوهشهای دانشگاهیِ رامانوجان دربرگیرندهی زبان‌های تامیل، کانارا، تلوگو، سانسکریت و انگلیسی است.

## زندگی
رامانوجان در خانوادهای از برهمنان شهر میسور زاده شد. پدرش استاد ریاضیات دانشگاه میسور و ستاره‌شناسی بود که با شتاب در حال آموختن به زبانهای انگلیسی، کانادا و سانسکریت بود. مادرش نیز با این که از زنان برهمنکیش و خانه‌دار بود، مطالعهٔ گسترده‌ای در زبانهای کانارا و تامیل داشت. رامانوجان، برادری به نام سرینیواسا رامانوجن دارد که او نیز نویسنده و ریاضیدان سرشناسی است.

## تحصیلات
رامانوجان در دانشکدهٔ مهاراجه در شهر میسور درس خوانده‌است. نخستین سال در دانشگاه، رشتهٔ علوم را برمی‌گزیند اما پدرش که باور داشته‌است رامانوجان مغز ریاضی ندارد، خودش به دانشگاه می‌رود و رشتهٔ تحصیلییِ او را به زبان انگلیسی تغییر می‌دهد.

## فعالیت‌ها
در سال ۱۹۶۲ پس از چندین سال تدریس زبان انگلیسی در دانشگاه‌های گوناگون هند، به عنوان استادیار به دانشگاه شیکاگو می‌پیوندد، جایی که بقیهٔ زندگی حرفهای او بدانجا وابسته است. رامانوجان در گروه‌های گوناگونی تدریس می‌کند. وی در چندین دانشگاه دیگر آمریکا، از جمله دانشگاه هاروارد، دانشگاه ویسکانسین، دانشگاه میشیگان، دانشگاه کالیفرنیا در برکلی، و کالج کارلتون به آموزش پرداخت.
رامانوجان، متون بسیاری را از زبان‌های تامیل و کانادای سده‌های میانی ترجمه کرد. وی، در ادامهٔ فعالیت‌های پژوهشی، فولکلورهای سرتاسرِ هند را نیز گردآوری نمود.

## آثار
برخی از آثار رامانوجان از این قرارند:
- هند، اشعار عشق و جنگ
- قصه‌های شفاهی از بیست زبانِ هند
- درختِ شکوفان و دیگر قصه‌های شفاهی‌یِ هند
- چشم‌اندازِ درونی